# Рока Искијано (Терамо)
Рока Искијано (итал. Rocca Ischiano) је насеље у Италији у округу Терамо, региону Абруцо.
Према процени из 2011. у насељу је живело 40 становника. Насеље се налази на надморској висини од 522 м.